# Бреггин, Питер Роджер
Питер Роджер Бреггин (англ. Peter Roger Breggin) (родился 11 мая 1936 г.) — американский психиатр, автор многих научных трудов, книг и статей, издатель, член Американской психиатрической ассоциации, известный своим критическим отношением к биологической психиатрии и медикаментозному лечению в психиатрии. В своих книгах он призывает к замене использования медикаментов и электросудорожной терапии в психиатрии более широким спектром услуг, гуманной мягкой психотерапией, широкими возможностями образования и эмпатией. Мнения других специалистов о Бреггине нередко сильно расходятся — так, профессор психологии Бертрам Кэрон именует его «совестью американской психиатрии», в то время как несколько судей в разное время сочли его взгляды ненаучными и отказались принимать к сведению его показания.
П. Бреггин является автором книг «Ядовитая психиатрия» (Toxic Psychiatry), «Мой ответ прозаку» (Talking Back to Prozac), «Мой ответ риталину» (Talking Back to Ritalin), «Книга фактов о риталине» (The Ritalin Fact Book) и «Как оказать настоящую помощь пациенту» (The Heart of Being Helpful). Его последняя книга, второе издание труда «Методы разрушения мозга в психиатрии: психотропные препараты, электрошок и психофармакологический комплекс» (Brain-Disabling Treatments in Psychiatry: Drugs, Electroshock and the Psychopharmaceutical Complex), посвящена определённым аспектам психиатрического лечения, которые, как предполагается, калечат мозг, а также проблеме заманивания покупателей (вследствие которого пациенты, ощущающие себя хуже после приёма препаратов, не осознаю́т, что им становится хуже, либо же не понимают причины этого), негативным эффектам психотропных средств и электросудорожной терапии, опасностям диагностирования психических расстройств у детей и прописывания им препаратов. Также рассматривается область психофармакологии в целом и приводятся некоторые советы в области психотерапии и консультирования.
В настоящее время П. Бреггин живёт в районе Фингер-Лейкс в Нью-Йорке и практикует психиатрию в Итаке, Нью-Йорк, где принимает взрослых, целые семьи, а также детей.

## Образование и начало карьеры
П. Бреггин учился в Гарвардском колледже, который окончил с отличием, а также в медицинской школе Университета Кейс Вестерн резерв (штат Огайо). В ходе последипломного обучения по специальности «психиатрия» Бреггин прошёл год интернатуры в области медицинской психиатрии в Северном медицинском центре Государственного университета Нью-Йорка (SUNY) в Сиракузах (штат Нью-Йорк). После года работы психиатром в Гарвардском психиатрическом центре в Бостоне, где он был аспирантом-преподавателем в Гарвардской медицинской школе, Бреггин проработал ещё два года психиатром в Государственном университете Нью-Йорка. Вслед за тем — два года в Национальном институте психического здоровья, где он занимался организацией и кадровым укомплектованием психиатрических центров, а также преподаванием в области психиатрии. Бреггин преподавал в нескольких университетах: в Школе психиатрии штата Вашингтон, в консультационном отделе Университета Джонса Хопкинса и в Институте анализа и разрешения конфликтов при Университете им. Дж. Мейсона. П. Бреггин ведёт частную практику с 1968 года.
П. Бреггин является пожизненным членом Американской психиатрической ассоциации (таким членом — освобождённым от взносов или вносящим умеренную плату — становится лицо, чей возраст плюс количество лет членства в ассоциации равняются 95), а также редактором нескольких научных журналов. Его взгляды получили как благоприятную, так и неблагоприятную оценку в средствах массовой информации: в журнале «Тайм» и газете «Нью-Йорк Таймс». Он появлялся в качестве участника в различных радио- и телевизионных передачах, включая «60 минут», «20/20», «Вечернюю строку», и многочисленных выпусках новостей.

## Научно-исследовательская работа и публикации
П. Бреггин печатается по своей основной теме — клинической психофармакологии — с 1964 года. Он является автором десятков статей, нескольких глав в коллективных публикациях и более двадцати монографий. Многие из последних работ Бреггина печатались в основанном им рецензируемом научном журнале «Этичная психология и психиатрия» (Ethical Human Psychology and Psychiatry), а также в «Международном журнале безопасности в медицине» (International Journal of Risk and Safety in Medicine) и других научных журналах: «Элементарная психиатрия» (2006) и «Журнал гуманистической психологии» (2000). П. Бреггин написал свои первые рецензированные специальные статьи в области психофармакологии в 1964 и 1965 гг. Многие из его опубликованных работ посвящены использованию медикаментов в психиатрии, политике утверждения препаратов Управлением по контролю за продуктами и лекарствами США (FDA), оценке клинических испытаний и этике психиатрической практики. Согласно интернет-службе «Web of Science» («Научная сеть»), на работы Бреггина ссылались в 382 публикациях, а рейтинг продуктивности и влияния его работ (индекс Хирша, h-index) составил 10 баллов.
В 1971 году П. Бреггин основал Международный центр исследований в психиатрии и психологии (International Center for the Study of Psychiatry and Psychology, ICSPP), сеть некоммерческих и образовательных организаций. Этот центр занимается влиянием теоретических и практических методов психиатрии на благополучие личности, личную свободу, семейные и социальные ценности. По состоянию на июль 2008 года, центр находился под руководством совета директоров в составе 27 психиатров, психологов, социальных работников, профессиональных консультантов и других профессионалов в области психиатрической помощи. Центр проводит ежегодные научные конференции, открытые для посетителей. В 1999 году Центр начал публиковать журнал «Этичные гуманитарные науки и услуги», вскоре переименованный в «Этичную психологию и психиатрию». Этот рецензируемый научный журнал издаётся компанией «Спрингер Паблишинг Компани» (не путать с «Спрингер Ферлаг») и «является официальным журналом Международного центра в области исследований в психиатрии». Заявленная цель журнала — «повысить уровень научных знаний и этического дискурса, поддерживая профессионалов, приверженных принципу честности в гуманитарных науках и незапятнанных профессиональными и финансовыми интересами». Согласно базе данных «Scopus», с начала издания журнала максимальное количество ссылок на него в год составляло 13. В 2002 году П. Бреггин призвал молодых профессионалов перенимать лидерство в Международном центре исследований в психиатрии и психологии и в руководстве журнала «Этичная психология и психиатрия». П. Бреггин продолжает выступать на ежегодных встречах и регулярно писать для журнала.
П. Бреггин постоянно пишет критические статьи и обзорные исследования, но в то же время сам Бреггин не проводил собственных клинических плацебо-контролируемых испытаний, которые, впрочем, не являются обязательным условием для оглашения профессионального медицинского мнения. Для обоснования своих взглядов П. Бреггин публиковал теоретические работы, обзорные и аналитические статьи в рецензируемых научных журналах, таких как «Элементарная психиатрия» (Primary Psychiatry), «Мозг и познавательные способности» (Brain and Cognition), «Мышление и поведение» (Mind and Behavior) и «Архивы общей психиатрии» (Archives of General Psychiatry).

### Критика традиционной психиатрии
Значительная часть работ П. Бреггина посвящена ятрогенным (побочным) эффектам психотропных препаратов. По мнению П. Бреггина, побочные эффекты психотропных средств, как правило, превосходят какую-либо пользу от них. Бреггин также доказывает, что вмешательство социального психолога (а не психиатра) почти всегда приносит лучшие результаты в лечении психических расстройств, чем применение психотропных средств. Бреггин проводил кампании против психоактивных препаратов, электросудорожной терапии (ЭСТ), психохирургии, недобровольного лечения и биологических теорий в психиатрии.
Согласно Бреггину, фармацевтическая индустрия занимается распространением дезинформации, которая принимается на веру ничего не подозревающими врачами: «Психиатр принимает на веру недоброкачественную отрасль науки, которая прежде всего обосновывает само существование всех этих психических заболеваний. Отсюда остаётся лишь один шаг к применению этих препаратов, рассматриваемых как метод лечения». Бреггин указывает на проблемы служебной этики (такие, как финансовые отношения между фармацевтическими компаниями, исследователями и Американской психиатрической ассоциацией). По словам Бреггина, психотропные препараты «…все, каждый их класс, являются крайне опасными». Он пишет: «Если бы нейролептики использовались для лечения других групп пациентов, помимо пациентов с психическими расстройствами, то их бы уже давно запретили. Если бы их использование не поддерживалось мощными заинтересованными организациями, такими как фармацевтическая промышленность и организованная психиатрия, они едва бы когда-либо применялись вообще. Между тем нейролептики породили самую ужасную эпидемию неврологических заболеваний в истории. Их использование должно быть, по крайней мере, очень сильно сокращено».
В своей книге «Как вернуть наших детей» Бреггин призывает к этичному отношению к детям и утверждает, что жестокое обращение с детьми в американском обществе представляет собой национальную трагедию США, проявляющуюся в выставлении психиатрических диагнозов и накачивании наркотиками детей, проблемы которых родители и врачи не смогли решить иными способами. Он особенно возражает против выписывания психотропных медикаментов детям, потому что, как следует из заявления на его веб-сайте, это препятствует удовлетворению их реальных потребностей в семье и школе и является потенциально опасным для их развивающегося мозга и нервной системы.

### Критика СДВГ и риталина
Газета «Нью-Йорк Таймс» назвала П. Бреггина самым известным критиком синдрома дефицита внимания с гиперактивностью (СДВГ) в США. Уже в 1991 году Бреггин изобрёл язвительную аббревиатуру «DADD», сказав: «…большинство из детей с так называемым СДВГ (ADHD) не получают достаточного внимания от своих отцов, проживающих отдельно или слишком занятых работой и своими делами, то есть так или иначе не выполняющих свои родительские обязанности должным образом. В большинстве случае правильным диагнозом будет DADD — Dad Attention Deficit Disorder (синдром дефицита внимания отца)» (игра слов: «DADD» по-английски звучит как «dad» — «папа»). Бреггин написал две книги, специально посвящённые этой теме: «Мой ответ риталину» (Talking Back to Ritalin) и «Книга фактов о риталине» (The Ritalin Factbook). В этих книгах он заявил, что стимуляторы, такие как риталин, «работают» «путём создания нарушений в работе мозга, а не улучшения функций мозга». По утверждению журнала «Форбс», Бреггин «практически в одиночку снова активизировал анти-риталиновое движение», что привело к «шквалу судебных исков и выпусков новостей», но в то же время журнал отметил, что Бреггин, возможно, несколько «преувеличил проблему».
Вместе с Фредом Боманом П. Бреггин давал показания по поводу СДВГ в Конгрессе США. В Конгрессе Бреггин заявил, что «не проводились научные исследования, которые могли бы обосновать реальность диагноза СДВГ», что детям с диагнозом СДВГ на самом деле нужна «дисциплина и хороший уровень воспитательной работы», а не психотропные препараты и что стимуляторы, применяемые при СДВГ, «являются препаратами, вызывающими наибольшее привыкание из всех известных сегодня медицине препаратов». Боман и Бреггин также выступали в роли главных критиков в серии телевизионных передач «Frontline», посвящённых СДВГ и носящих название «Назначение медикаментов детям» (Medicating Kids). В тот же период времени в одном из интервью Бреггин назвал СДВГ фикцией. Всё это повысило общественное внимание к риталину и привело в итоге к известному соединённому федеральному иску против риталина 2000 года (Ritalin class action lawsuits) против компаний Novartis, Американской психиатрической ассоциации и организации «Дети и взрослые с СДВГ» (Children and Adults with Attention Deficit Disorder, CHADD), поданному истцами по обвинению в мошенничестве. В частности, истцы утверждали, что ответчики вступили в сговор с целью изобретения и рекламы «расстройства СДВГ», позволяющего создать высокодоходный рынок для препарата риталин. Хотя Бреггин выступал в качестве медицинского эксперта только в одном из дел по этим искам, он заявлял, что выступал в качестве эксперта в трёх из них. Все пять исков были прекращены или отозваны до начала разбирательства.
П. Бреггин выступал с весьма критическими заявлениями в адрес публикаций об СДВГ психиатра Рассела Баркли, утверждая, что Баркли преувеличивает пользу стимулирующих препаратов и преуменьшает их опасность.

### Критика антидепрессантов — селективных ингибиторов обратного захвата серотонина (СИОЗС)
В начале 1990-х годов П. Бреггин предположил наличие проблем в исследовательской методологии антидепрессантов группы селективных ингибиторов обратного захвата серотонина. Уже в 1991 году в своей книге «Мой ответ прозаку» он утверждал, что приём прозака (флуоксетина) вызывает проявления насилия, суицидальные мысли и маниакальные состояния. Бреггин разрабатывал эту тему во многих последующих книгах и статьях применительно ко всем новым антидепрессантам. В 2005 году Управление по контролю за продуктами и лекарствами США стало требовать нанесения на упаковку антидепрессантов СИОЗС чёрной рамки с предупреждением о связи приёма препарата с суицидальным поведением у детей. Позже это предупреждение распространилось и на молодых совершеннолетних (в США — от 18 до 21 года). Также, наряду с упомянутыми чёрными рамками, появились новые предупреждения общего плана. В них были указаны многие другие негативные эффекты, впервые обозначенные Бреггином в его книге «Ядовитая психиатрия» (Toxic Psychiatry): Управление по контролю за продуктами и лекарствами особо отметило вызываемые препаратами враждебность, раздражительность и маниакальные состояния. В 2006 году оно распространило предупреждения также на взрослых потребителей препарата паксил, с которым связывают повышенный риск суицидального поведения. Эти меры Управление предприняло только через 15 лет после того, как Бреггин впервые написал на данную тему.
В отличие от книги Бреггина «Мой ответ прозаку», которая после выхода была практически проигнорирована прессой, книга «Бумеранг прозака» (Prozac Backlash), критический труд о СИОЗС гарвардского психиатра Джозефа Гленмюллена, получил широкое освещение в передовых средствах массовой информации. Бреггин выразил недовольство по этому поводу в своей следующей книге — «Книга фактов об антидепрессантах» (The Antidepressant Fact Book):
«Научный анализ, проделанный Гленмюлленом в 2000 году, относительно того, как СИОЗС могут вызывать суицидальные намерения, проявления насилия и другие поведенческие отклонения, в основном тот же самый, что и анализ в моих более ранних подробных аналитических исследованиях… сотнях моих выступлений в СМИ и в моих свидетельских показаниях по судебным делам, к которым Гленмюллен также имел доступ. Кроме того, Гленмюллен интервьюировал мою жену и соавтора моих работ Джинджер Бреггин с целью обеспечения материала для своей книги; мы выслали ему исследовательские документы из нашего собрания, которые он не мог добыть иным способом. К нашему разочарованию, в своей книге Гленмюллен буквально исключает наше участие, никогда не упоминая моё авторство многих продвигаемых им идей и не признавая моих результатов… Тем не менее его книга очень полезна…»
Гленмюллен так и не ответил на притязания Бреггина, что не помешало им вдвоём выступать на ежегодной конференции (в Куинсе, Нью-Йорк, в 2004 году) Международного центра исследований в психиатрии и психологии. Бреггин по-прежнему дает высокие оценки работ Гленмюллена.
В 1994 году П. Бреггин утверждал, что Эли Лилли (фармацевтическая компания — производитель антидепрессанта прозак) пыталась дискредитировать его и его книгу «Мой ответ прозаку», заявляя о его связи с Церковью саентологии и назвав его взгляды «нео-саентологией». Бреггин отрицал какие-либо связи с саентологией. Позже он заявлял, что тем не менее соглашается с некоторыми антипсихиатрическими взглядами Гражданской комиссии по правам человека (ГКПЧ) и поддерживает публичную позицию Тома Круза против психиатрии.

### Критика электросудорожной терапии (ЭСТ)
П. Бреггин написал несколько книг и научных статей с критическими отзывами об электросудорожной терапии. По его утверждению, «…эта процедура вызывает столь жестокое расстройство сознания, что пациенты не могут в полной мере испытывать депрессивные симптомы или другие проявления высшей нервной деятельности в течение нескольких недель после электрошока». Бреггин был одним из 19 докладчиков на Конференции по ЭСТ Национальных институтов здоровья США 1985 года. Совет конференции (Бреггин не входил в число членов Совета) высказал мнение, что ЭСТ может быть полезным терапевтическим средством в некоторых тщательно определяемых случаях.

### Критика психохирургии
Бреггин был одним из первых критиков психохирургии, этой теме посвящён ряд его публикаций в научных и популярных журналах. По утверждению Бреггина, произошедшее в середине 1960-х годов увеличение количества психохирургических операций в США было неоправданным. Как заявлял Бреггин, эти операции не имели под собой достаточной научной базы, и их целесообразность не доказана. Кроме того, Бреггин указал на возможность злоупотребления психохирургией в политических целях. Доклад Бреггина, в котором подвергалась критике психохирургия, был в 1972 году включён в отчёты Конгресса США и привёл к обеспокоенности некоторых конгрессменов риском возможного использования психохирургических операций для контроля над мыслями:157.

### Проблемы восприятия и оценки эффектов психотропных препаратов
Питер Бреггин одним из первых обратил внимание на тот факт, что люди, принимающие психотропные препараты, могут ошибочно трактовать влияние этих препаратов на свою личность и жизнь. Из-за психоактивного эффекта препарата у человека может возникнуть ложное впечатление, что ему живется «хорошо», в то время как в реальности он функционирует плохо. Таким образом возникают случаи, когда люди под воздействием психотропных препаратов не могут объективно оценить их негативное влияние на свою жизнь, поведение, эмоции, сознание. Бреггин обозначил эту особенность психотропных препаратов через понятие «одурманенности» (англ. spellbinding).
Для иллюстрации понятия «одурманенности» Бреггин приводит пример алкогольного опьянения. Находясь в состоянии алкогольного опьянения, люди периодически не понимают, насколько они пьяны. Люди садятся пьяными за руль и попадают в аварии, потому что не способны в полной мере оценить, насколько их способность управлять автомобилем ухудшилась из-за алкогольного опьянения. Психоактивный эффект ряда психотропных препаратов может аналогичным образом снижать способность людей к адекватной оценке своего состояния под воздействием этих препаратов. В качестве экстремального примера такого искаженного восприятия собственного состояния Бреггин приводит случаи мании, которую антидепрессанты и стимуляторы могут индуцировать у некоторых людей. В таком состоянии люди могут чувствовать эйфорию и испытывать идеи величия.

## Выступления в суде в качестве свидетеля-эксперта
П. Бреггин выступал в суде штата Южная Каролина в пользу Пегги С. Салтерз, медсестры психиатрического центра, которая подала в суд против своих врачей и баптистской больницы Палметто в Колумбии, после того как в результате электросудорожной терапии в 2000 году она стала нетрудоспособной. Суд присяжных вынес решение в её пользу и присудил ей 635 177 долларов США за нанесённый ущерб.
Бреггин также выступал в качестве свидетеля-эксперта по делу Весбекера в 1994 году: был подан иск против Эли Лилли, компании-производителя прозака. В итоге суд вынес решение в пользу Эли Лилли. Позже Бреггин заявлял, что это решение было результатом тайного соглашения истцов и ответчиков за закрытыми дверями.
По словам Бреггина, фармацевтические компании, в частности Эли Лилли, совершали личные выпады против него, заявляя о его связи с саентологами, устраивающими кампании против психотропных средств. Бреггин признаёт, что он и в самом деле работал с саентологами в 1972 году, но утверждает, что к 1974 году «уже состоял в оппозиции к ценностям, рабочей программе и тактике саентологов» и впоследствии, в том же году, «прекратил всякие попытки сотрудничества и публично заявил о своей критике этой организации в письме, напечатанном в журнале „Разум“ („Reason“». Бреггин также заявлял, что у него есть личные причины испытывать неприязнь к саентологам, поскольку его жена, Джинджер Бреггин, прежде была членом их организации.
Несколько судей подвергали сомнению достоверность показаний П. Бреггина как эксперта. Например, судья Хилари Дж. Каплан суда штата Мэриленд в ходе дела о преступной небрежности врача в 1995 году заявила: «Я считаю, что его необъективность в этом деле очевидна… он ошибался в отношении многих фактов, по поводу которых выражал своё мнение». В том же году судья суда штата Вирджиния исключила из процесса показания Бреггина, заявив: «Суд находит, что показания Питера Бреггина как заявленного эксперта не соответствуют ни одному требованию из указанных в стандарте Доберта и производных от него документах… Проще говоря, суд считает, что утверждения доктора Бреггина не достигают уровня утверждений, основанных на надёжных научных данных»
.
В 2005 году общегражданский суд округа Филадельфия (штат Пенсильвания) признал негодными показания Бреггина из-за их несоответствия строгим научным требованиям, изложенным в стандартах Фрая. Судья отметил: «…Бреггин на 14 страницах критиковал имевшие место методы лечения не потому, что они расходятся с общепринятыми стандартами лечения, а потому, что они расходятся с личными взглядами и идеологией Бреггина по поводу таких стандартов».

### Массовое убийство в школе «Колумбайн»
В 2002 году Бреггин был нанят в качестве эксперта одной из выживших жертв массового убийства в школе «Колумбайн» в деле против производителей антидепрессанта лювокс (флувоксамин). В своём выступлении Бреггин не стал затрагивать собственно события массового убийства в школе «Колумбайн» и личность одного из убийц, а сосредоточился на факте приёма другим убийцей психотропного препарата: «…Эрик Харрис [один из убийц] страдал от аффективного расстройства, вызванного приёмом психотропного препарата (конкретно — лювокса), с депрессивными и маниакальными проявлениями, которые достигли психотического уровня с агрессией и суицидальными действиями. Если бы Эрик Харрис не принимал постоянно лювокс, он, вероятно, не совершил бы насильственное действие и самоубийство». В ходе посмертного анализа, взятого у Эрика Харриса, в его крови было обнаружено содержание лювокса на терапевтическом уровне. Ранее Харрис также принимал другой прописанный ему врачом антидепрессант — золофт (сертралин). П. Бреггин утверждал, что один или оба этих препарата могли вызвать действия, совершённые Харрисом, и что побочные эффекты от этих препаратов включают повышенную агрессивность, отсутствие чувства раскаяния и сожаления, деперсонализацию и маниакальные состояния. Согласно газете The Denver Post, судья выражал недовольство высказываниями экспертов. В конце концов иск был прекращен с условием, что производители лювокса пожертвуют 10 000 долларов США в пользу Американского общества борьбы с раком.

## Критика и оценки
Благодаря своей откровенной критике многих аспектов психиатрии Бреггин является противоречивой личностью, регулярно расходящейся во мнениях с представителями влиятельных кругов психиатрии. Бреггин нередко употребляет такие термины, как «мошенничество», для описания биологических и генетических теорий психических расстройств. Он критически относится к препаратам, применяющимся при их лечении, и к политике присвоения ярлыков, использующихся при диагностике психических расстройств. Также он регулярно высказывает опасения по поводу проблемы злоупотребления служебными полномочиями. В этих заявлениях он часто подвергал критике существующие стандарты работы в сфере психиатрической помощи, что приводило к очень критическим опровержениям. В 1994 году президент Американской психиатрической ассоциации назвал Бреггина «допотопным исследователем» («flat-earther») (предполагая, что он использовал устаревшие теории); глава Национального альянса психического здоровья назвал Бреггина «невеждой»; бывший глава Национального института психического здоровья назвал его «беспредельщиком» («outlaw»).
Бреггин отмечает, что Американская психиатрическая ассоциация и Национальный альянс психического здоровья впервые начали критиковать его после того, как он провёл успешную кампанию по прекращению возврата психохирургии (и лоботомии в частности) в начале 1970-х годов. В числе прочего Бреггин писал научные статьи с критикой психохирургии, участвовал в судебных заседаниях против практики психохирургии и работал вместе с Конгрессом США по формированию комиссии по психохирургии, которая объявила этот метод лечения экспериментальной практикой, непригодной к регулярному клиническому применению. В то же время и Американская психиатрическая ассоциация, и Национальный альянс психического здоровья поддерживали лоботомию в качестве приемлемого средства лечения. Их критика в адрес Бреггина ещё более усилилась после того, как Бреггин раскрыл в «Ядовитой психиатрии», что обе эти организации получали значительную финансовую поддержку от фармацевтической индустрии. Упомянутым в книге «бывшим главой» Национального института психического здоровья является Фредрик Гудвин — именно он и назвал Бреггина «беспредельщиком». Гудвин потерял свою работу в результате общенациональной кампании, возглавленной Бреггином и его женой Джинджер, против предложенной Гудвином «программы борьбы с насилием» — гигантской федеральной программы, нацеленной на раскрытие генетических и биологических дефектов, предположительно вызывавших агрессивное поведение, у детей из бедных городских районов. В своей книге «Война против цветных детей» супруги Бреггины назвали программы Гудвина «расистскими», и их кампания заставила Гудвина уйти из федерального правительства. Финансирование программы «борьбы с насилием» прекратилось.
В 1987 году Национальный альянс психического здоровья подал жалобу на Бреггина в лицензионную комиссию штата Мэриленд. Национальный альянс не устраивали заявления, сделанные Бреггином в «Шоу Опры Уинфри» 2 апреля 1987 года. В телевизионной передаче Бреггин заявил, что пациенты с психическими расстройствами должны составлять мнение о своих врачах на основе их сопереживания и исходящей от них моральной и психологической поддержки; в случаях, когда врачи не проявляют интереса к пациентам и пытаются прописать медикаменты на первом же приёме, Бреггин посоветовал обратиться к другому врачу. Также Бреггин отметил ятрогенные (побочные) эффекты нейролептических препаратов. Бреггина поддержала широкая группа психиатров и других специалистов, которые выступили в защиту его права публично высказать своё критическое мнение. Медицинская комиссия штата Мэриленд сняла с Бреггина обвинения в каких-либо проступках, а также выразила ему благодарность за его вклад в развитие психиатрии в штате Мэриленд.
По утверждению журнала «Тайм», у некоторых профессиональных психологов возникали опасения, что «Бреггин укрепляет старый миф о том, будто психические расстройства не являются реальными и человек будет здоров, если просто будет самостоятельно совершенствоваться… его взгляды препятствуют людям получить лечение. Они могут стоить кому-нибудь жизни».
Согласно данным журнала «Форбс», Бреггин также высказывал некоторые очень спорные взгляды, от которых он впоследствии отказался: например, что «для детей может быть нормально иметь сексуальные отношения» и что «подавляющее большинство женщин испытывали принуждение к сексуальным отношениям в детстве». Стивен Миллой решительно критиковал Бреггина за следующее высказывание в его книге «Психология свободы»: «Разрешение детям заниматься сексом друг с другом значительно способствовало бы их освобождению от гнетущей власти родителей. Это основная причина, по которой родители так твердо ведут борьбу за предотвращение секса между детьми. Сексуальная свобода позволила бы их детям стать по-настоящему независимыми от них».
Английский психиатр Джоанна Монкрифф, близкая к парадигме критической психиатрии, высказалась с одобрением об озвученных Бреггиным идеях о том, что действие психотропных препаратов обусловлено их способностью создавать нарушения в работе мозга. Потенциально положительный эффект от воздействия психотропных препаратов или электросудорожной терапии, согласно этой интерпретации, является результатом снижения функционирования мозга. Позиция Монкрифф расходится с резко отрицательным отношением Бреггина ко всем психотропным препаратам: Монкрифф утверждает, что есть случаи, когда психотропные препараты представляют собой «меньшее из двух зол». Однако, по мнению Монкрифф, Бреггин абсолютно правильно желает, чтобы психиатры лучше осознавали способность психотропных препаратов нарушать мыслительную деятельность и нарушать переживание эмоций, а также стали более осторожны в назначениях.

### Книги
- Breggin, P.R. (2008). Medication Madness: A Psychiatrist Exposes the Dangers of Mood-Altering Medications. New York: St. Martin’s Press.
- Breggin, P.R. (2008). Brain-Disabling Treatments in Psychiatry: Drugs, Electroshock and the Psychopharmaceutical Complex, Second Edition. New York: Springer Publishing Company.
- Breggin, P.R. and Cohen, D. (2007). Your Drug May Be Your Problem: How and Why to Stop Taking Psychiatric Medications, Second Edition. Cambridge: Perseus Books.
- Breggin, P.R. Breggin, G.R., and Bemak, F. (Editors) (2002). Dimensions of Empathic Therapy. New York: Springer Publishing Company.
- Breggin, P.R. (2002). The Ritalin Fact Book: What Your Doctor Won’t Tell You. Cambridge: Perseus Books.
- Breggin, P.R. (2001). The Anti-Depressant Fact Book: What Your Doctor Won’t Tell You About Prozac, Zoloft, Paxil, Celexa, and Luvox. Cambridge: Perseus Books.
- Breggin, P.R. (2001). Talking Back to Ritalin: What Doctors Aren’t Telling You About Stimulants and ADHD. Revised. Cambridge: Perseus Books.
- Breggin, P.R. (2000). Reclaiming Our Children: A Healing Solution for a Nation in Crisis. Cambridge: Perseus Books.
- Breggin, P.R. and Ginger, G.R. (1998). The war against children of color. Psychiatry Targets Inner City Youth. Monroe, Maine: Common Courage Press.
- Breggin, P.R. (1997). The Heart of Being Helpful: Empathy and the Creation of a Healing Presence. New York: Spinger Publishing Company.
- Breggin, P.R. (1992). Beyond Conflict: From Self-Help and Psychotherapy to Peacemaking. New York: St. Martin’s Press.
- Breggin, P.R. and Breggin, G. R. (1994). Talking Back To Prozac: What Doctors Aren’t Telling You About Today’s Most Controversial Drug. New York: St. Martin’s Press.
- Breggin, P.R. (1991). Toxic Psychiatry: Why Therapy, Empathy and Love Must Replace the Drugs, Electroshock, and Biochemical Theories of the «New Psychiatry» New York: St. Martin’s Press.

### Избранные статьи
- Breggin, P.R. (2006). Court filing makes public my previously suppressed analysis of Paxil’s effects. Ethical Human Psychology and Psychiatry, 8, 77-84. PMID 16862720
- Breggin, P.R. (2006). How GlaxoSmithKline suppressed data on Paxil-induced akathisia: Implications for suicide and violence. Ethical Human Psychology and Psychiatry, 8, 91-100, 2006.
- Breggin, P.R. (2006). Drug company suppressed data on paroxetine-induced stimulation: Implications for violence and suicide." Ethical Human Psychology and Psychiatry, 8, 255—263.
- Breggin, P.R. (2006). Intoxication anosognosia: The spellbinding effect of psychiatric drugs. Ethical Human Psychology and Psychiatry, 8, 201—215. Simultaneously published in the International Journal of Risk and Safety and Medicine, 19, 3-15, 2007.
- Breggin, P.R. (2004). Recent U.S., Canadian and British regulatory agency actions concerning antidepressant-induced harm to self and others: A review and analysis. International Journal of Risk and Safety in Medicine,16, 247—259.
- Breggin, P.R. (2003). Suicidality, violence and mania caused by selective serotonin reuptake inhibitors (SSRIs): A review and analysis. International Journal of Risk and Safety in Medicine, 16, 31-49.
- Breggin, P.R. (2000). The NIMH multimodal study of treatment for Attention-Deficit/Hyperactivity Disorder: A critical analysis. International Journal of Risk and Safety in Medicine, 13,15-22.
- Breggin, P.R. (2000). What psychologists and psychotherapists need to know about ADHD and stimulants. Changes: An International Journal of Psychology and Psychotherapy,18,13-23.
- Breggin, P.R. (1999). Psychostimulants in the treatment of children diagnosed with ADHD: Risks and mechanism of action. International Journal of Risk and Safety in Medicine, 12, 3-35.
- Breggin, P.R. (1999). Psychiatry’s reliance on coercion. Ethical Human Sciences and Services, 1(2), 115-8. PMID 15586456
- Breggin, P.R. (1998). Psychotherapy in emotional crises without resort to psychiatric medication. The Humanistic Psychologist, 25, 2-14.
- Breggin, P.R. (1998). Analysis of adverse behavioral effects of benzodiazepines with a discussion on drawing scientific conclusions from the FDA’s spontaneous reporting system. Journal of Mind and Behavior, 19(1), 21-50.
- Breggin, P.R. (1998). Electroshock: Scientific, ethical, and political issues. International Journal of Risk & Safety In Medicine 11:5-40, 1998.
- Breggin, P.R. (1994). Should the use of neuroleptics be severely limited? Controversial Issues in Mental Health, edited by S.A. Kirk and S.D. Einbinder, pp. 146—152.
- Breggin, P.R. (1993). Parallels Between Neuroleptic Effects and Lethargic Encephalitis: The Production of Dyskinesias and Cognitive disorders. Brain and Cognition 23:8-27, 1993. PMID 8105824
- Breggin, P.R. (1992). A Case of Fluoxetine-induced Stimulant Side Effects with Suicidal Ideation Associated with a Possible Withdrawal Syndrome (‘Crashing’). International Journal of Risk & Safety in Medicine 3:325-328, 1992
- Breggin, P.R. (1990). Brain damage, dementia and persistent cognitive dysfunction associated with neuroleptic drugs: Evidence, etiology, implications. Journal of Mind and Behavior, 11(4), 425—464.
- Breggin, P.R. (1986). Neuropathology and cognitive dysfunction From ECT (Electroconvulsive/«shock» therapy). Psychopharmacology Bulletin , 22, 476—479.
- Breggin, P.R. (1982). The return of lobotomy and psychosurgery. Reprinted in R.B. Edwards (ed.): Psychiatry and Ethics. Buffalo, Prometheus Books, 1982. Published earlier in Quality of Health Care-Human Experimentation: Hearings Before Senator Edward Kennedy’s Subcommittee on Health, U.S. Senate, Washington, D.C., US Government Printing Office, 1973.
- Breggin, P.R. (1982). Coercion of voluntary patients in an open hospital. In R.B. Edwards(ed): Psychiatry and Ethics. Prometheus Books, 1982. Reprinted from Breggin, P.R. (1964). Archives of General Psychiatry, 10, 173—181. PMID 14081584
- Breggin, P.R. (1981). Madness is a surrender of free will; therapy too often encourages it. A libertarian view of psychology and psychiatry. The Psychiatric Quarterly, 53(1):60-8. PMID 7255624
- Breggin, P.R. (1980). Brain-disabling therapies. In E. Valenstein (ed.), The Psychosurgery Debate, W.H. Freeman, San Francisco, CA, 1980.
- Breggin, P.R. (1975). Psychosurgery for the Control of violence: A critical review. In W. Fields and W. Sweet (eds.), Neural Bases of Violence and Aggression, Warren H. Green, Inc., St. Louis, MO, 350—378.
- Breggin, P.R. (1975). Psychosurgery for political purposes. Duquesne Law Review, 13(4), 841-62. PMID 11661268
- Breggin, P.R. (1975). Psychiatry and psychotherapy as political processes. American Journal of Psychotherapy, 29(3), 369-82. PMID 1163692
- Breggin, P.R. (1974). Underlying a method: is psychosurgery an acceptable treatment for «hyperactivity» in children? Mental Hygiene, 58(1), 19-21. PMID 11662144
- Breggin, P.R. (1974). Therapy as applied utopian politics. Mental Health and Society, 1(3-4), 129-46. PMID 4619904
- Breggin, P.R. (1973). The second wave. Mental Hygiene, 57(1), 10-3. PMID 11664197
- Breggin, P.R. (1972). The politics of therapy. Mental Hygiene, 56(3), 9-12. PMID 5070420
- Breggin, P.R. (1971). Psychotherapy as applied ethics. Psychiatry, 34, 59-75. PMID 5541631
- Breggin, P.R. (1965). The sedative-like effect of epinephrine. Archives of General Psychiatry 12:255-259. PMID 14246173
- Breggin, P.R. (1964). The psychophysiology of anxiety; with a review of the literature concerning adrenaline. Journal of Nervous Mental Diseases 139:558-568. PMID 14243200